# Châtillon (Allier)
Châtillon ist eine französische Gemeinde mit 313 Einwohnern (Stand: 1. Januar 2022) im Département Allier in der Region Auvergne-Rhône-Alpes (vor 2016 Auvergne). Sie gehört zum Kanton Souvigny im Arrondissement Moulins.

## Lage
Die Gemeinde Châtillon liegt an der Queune in der historischen Provinz Bourbonnais, 21 Kilometer südwestlich des Stadtzentrums von Moulins und rund 40 Kilometer nordnordwestlich von Vichy. Nachbargemeinden von Châtillon sind Noyant-d’Allier im Westen und Norden, Cressanges im Osten und Süden sowie von Tronget im Südwesten.

## Bevölkerungsentwicklung
| Jahr                       | 1962 | 1968 | 1975 | 1982 | 1990 | 1999 | 2006 | 2013 | 2022 |
| Einwohner                  | 459  | 368  | 374  | 289  | 282  | 277  | 308  | 319  | 313  |
| Quellen: Cassini und INSEE |      |      |      |      |      |      |      |      |      |

## Sehenswürdigkeiten
- Schloss

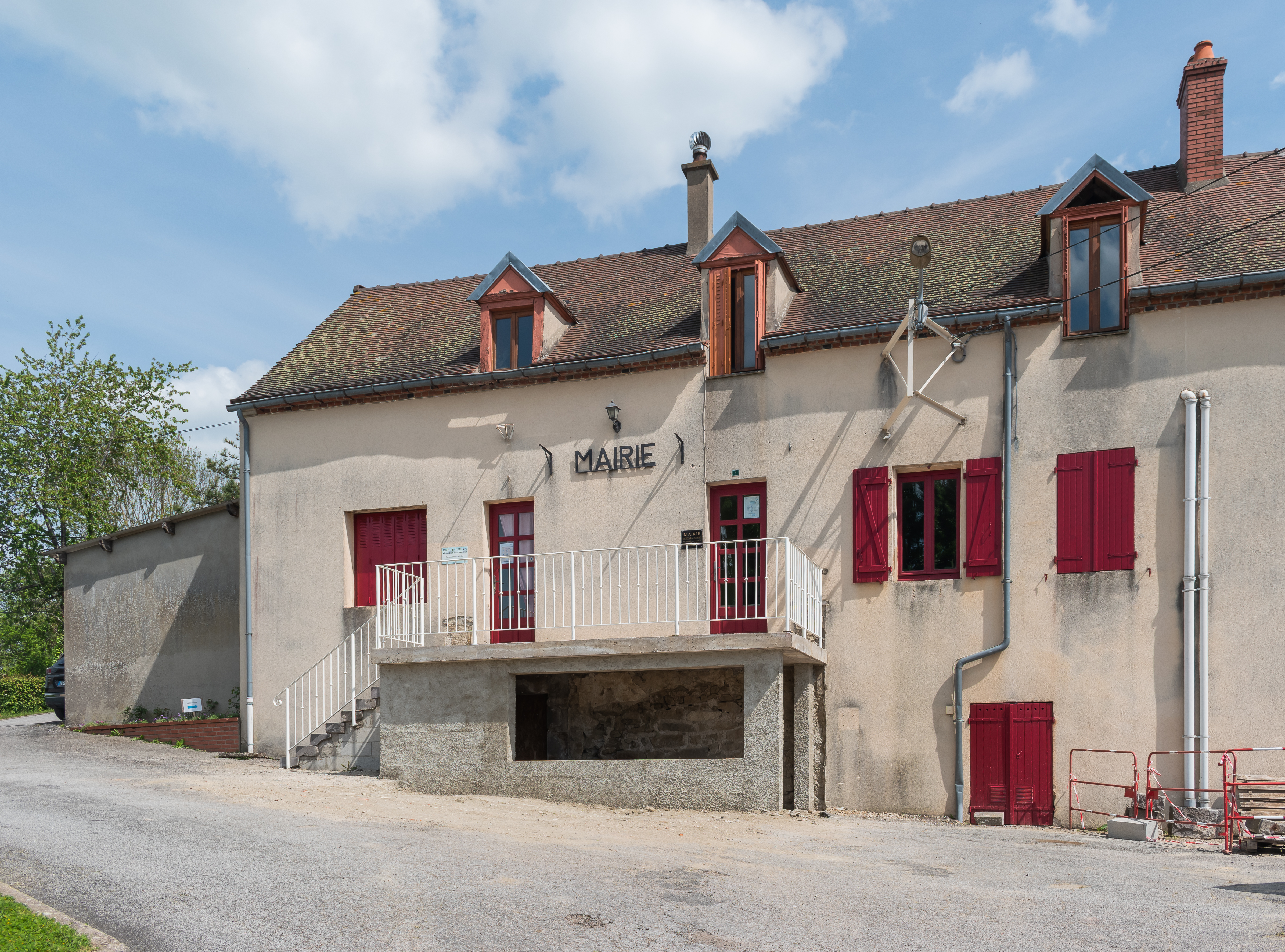
Mairie Châtillon